# Magnus Wibom
Axel Magnus Håkan Gustaf Wibom, född 8 november 1939 i Stockholm, död där 4 september 2010, var en svensk målare.
Han var son till fastighetsmäklaren Häkan Wibom och Elisabeth Skarne. Wibom studerade konst vid Ateljé Tiarco 1956, Gerlesborgsskolan 1957 och genom självstudier i England och Frankrike 1959 innan han studerade vid Kungliga konsthögskolan 1960–1963. Han var representerad i utställningen POP på Galerie Observatorium i Stockholm och separat ställde han bland annat ut på Galleri Maxim. Hans konst kan närmast betecknas som surrealistisk. Wibom är representerad vid bland annat Moderna museet i Stockholm.